# Diaolou e aldeias de Kaiping
O Diaolou e aldeias de Kaiping são um Património Mundial em Cantão, na China que compreende as Diaolou, casas-fortes cuja função era servir como habitação e como estrutura defensiva para proteger os seus habitantes dos frequentes ataques de malfeitores.
As Diaolou começaram a ser construídas na primeira parte da Dinastia Qing. O número de diaolou ultrapassava, nos anos 20 e 30, as 3000. Ainda hoje existem mais de 1800 diaolou.
As Diaolou e aldeias de Kaiping foram declarads Património Mundial da Unesco em 2007.

## Galeria

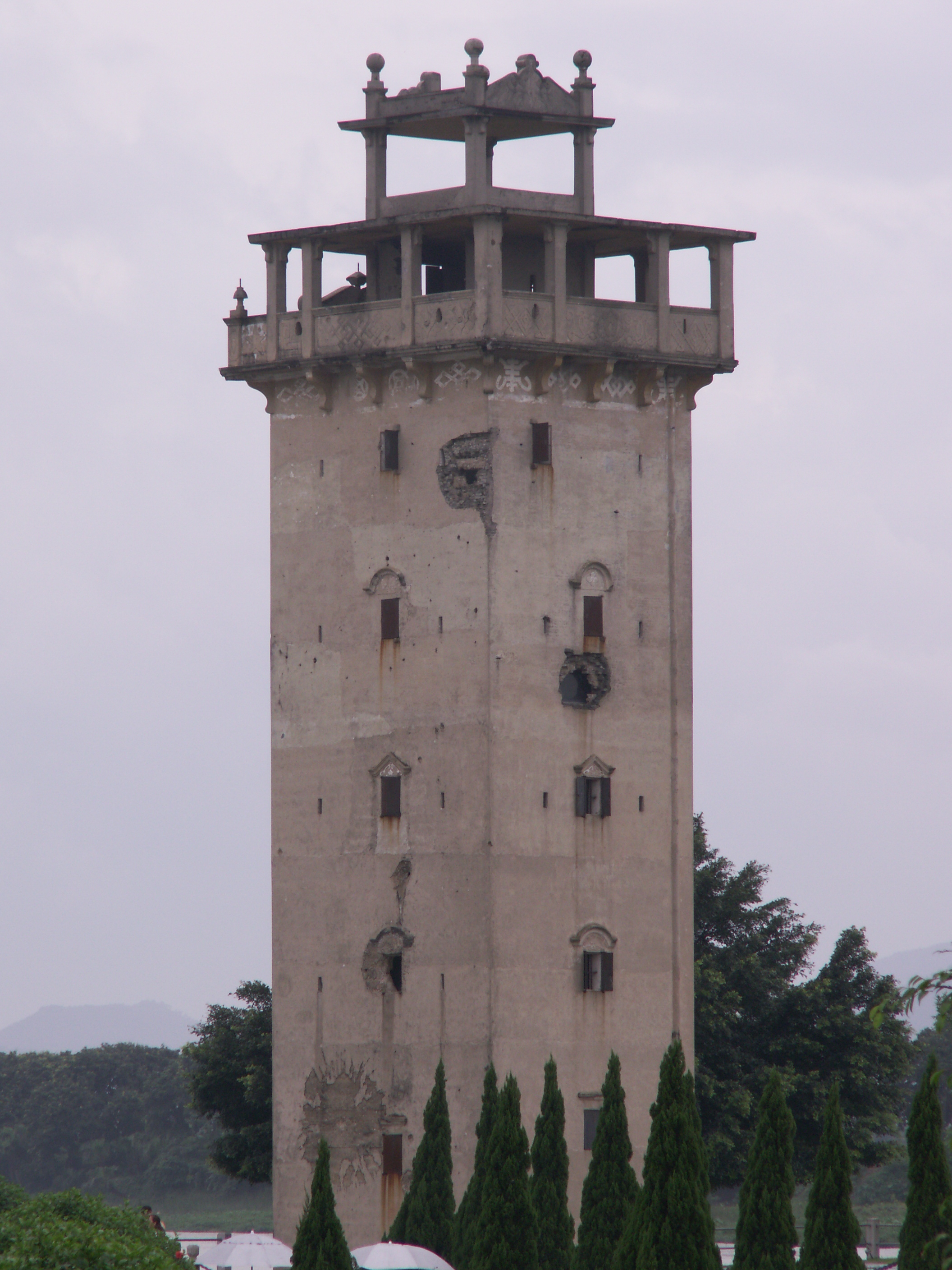
Edificio Sul